# Челатьма
Челатьма (рос. Челатьма) — село в Дивеєвському районі Нижньогородської області Російської Федерації.
Населення становить 21 особу. Входить до складу муніципального утворення Дивеєвська сільрада.

## Історія
Від 2009 року входить до складу муніципального утворення Дивеєвська сільрада.

## Населення
| 2002 | 2010 |
| ---- | ---- |
| 35   | ↘21  |